# バイオハザード ヴィレッジ
『バイオハザード ヴィレッジ』（BIOHAZARD VILLAGE）は、カプコンより2021年5月8日に発売されたゲームソフト。バイオハザードシリーズ本編としては10作目にあたる。

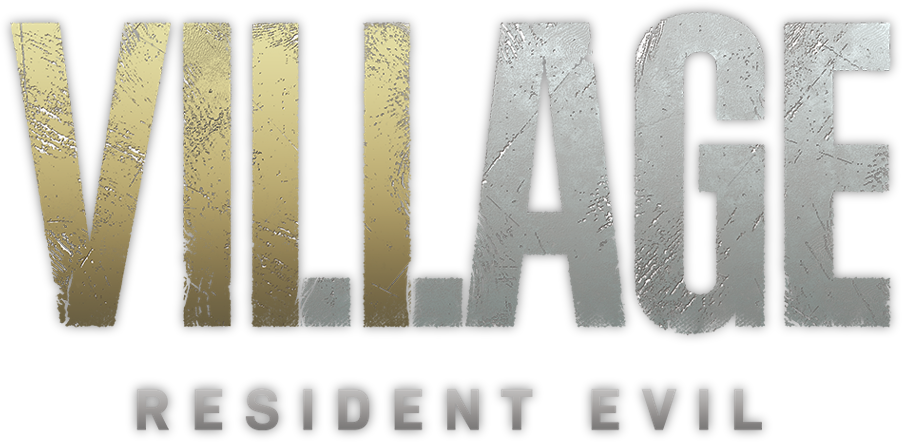
海外版のロゴ

欧米でのタイトルは『RESIDENT EVIL VILLAGE』（レジデント イービル ヴィレッジ）で、タイトルロゴは8を意味するローマ数字の「VIII」が重ねられる形で強調されており、ナンバリングシリーズにおいて『バイオハザード8』に相当する。
対応ハードはPlayStation 4、Xbox One、PlayStation 5、Xbox Series X/S、Nintendo Switch、パソコン（Steam/Windows 10 UWP）である。
キャッチコピーは、「邪悪と狂気に満ちる村。」。

## 概要
作中の時系列上では、『バイオハザード7 レジデント イービル』の3年後に位置する。主人公は前作と同じくイーサン・ウィンターズであり、彼の物語の完結編となる。舞台となるのは山奥の村で、「この村自体がもう一つの主人公」と言われているように、そこに大きな焦点が当てられているという。
『7』で採用された主観視点（アイソレートビュー）で展開するシステムとなっており、ゲームエンジンは同作や『バイオハザード RE:2』などでも使用されたREエンジンで製作される。また、次世代機（PS5、Xbox Series X/S）やPCではシリーズ初となるレイトレーシングにも対応する。
本作の特典として、シリーズ25周年記念作品であるオンライン対戦アクションゲーム『バイオハザード RE:バース』が付属する。
本作も前作に引き続き、日本国内ではCEROのレーティング区分が『D（17歳以上対象）』の『通常版』と、『Z（18歳以上のみ対象）』となる残虐表現や演出面がより過激な『Z Version』の2種類が展開されている。
本作発売の約1年半後の2022年10月28日、ダウンロードコンテンツとして「ウィンターズ・エクスパンション」が配信開始され、本編とこのDLCがセットになった「バイオハザード ヴィレッジ ゴールドエディション」が発売された。「ウィンターズ・エクスパンション」には、本編を第三者視点でプレイできる「サードパーソンモード」、ザ・マーセナリーズに新たなプレイキャラクターとステージが追加された「ザ・マーセナリーズ アディショナル オーダーズ」、成長したローズが主人公の新シナリオ「シャドウズ オブ ローズ」の3つが含まれている。

## 沿革
2020年6月12日にPS5用のオンラインイベント「The Future Gaming」にて発表された。
2021年1月22日には、バイオハザードショーケース内で発売日と現行機向けにも展開されることが発表されたほか、PS5では、本作の雰囲気を味わうことができるビジュアルデモ『MAIDEN』が同日に配信された。この体験版では、本編の主人公であるイーサン以外の人物を操り、牢獄からの脱出を目指す内容となっている。
同年4月23日には、演歌歌手の吉幾三が自身の代表曲「俺ら東京さ行ぐだ」の替え歌「俺らこんな村いやだLv.100」を歌唱するCMが、YouTubeにて公開された。同CMでは、吉がゲームのクリーチャー、ライカンに変貌した姿も披露されている。
5月11日、発売から3日間で全世界での販売本数が300万本を突破した。同月27日には400万本の売上を突破。同年10月28日には500万本の売上を突破。

## ストーリー
ベイカー家での悪夢から約3年半後の、2021年2月。イーサン・ウィンターズと妻のミアはBSAAの指示でヨーロッパに渡り、生まれたばかりの娘ローズマリーを育てながら新しい生活を始めていた。だが、ある夜にクリス・レッドフィールド率いる部隊が彼らの家を襲撃。クリスはミアを殺害し、イーサンとローズマリーは捕えられてしまう。その後、事故を起こしたのか横転した輸送車の側で意識を取り戻したイーサンは、徒手空拳のまま山中の暗い雪道を進み、近くの村に迷い込む。その村は、「ライカン」と呼ばれる狂暴な獣人達に襲われていた。
わずかな武器を手に入れたイーサンは、遭遇したライカンたちを倒しつつ村を探索する。生存者達と出会い屋内に匿われるが、その中の負傷していた一人が突如ライカンに変貌し、生存者達は全員死亡してしまう。
その後、イーサンは村に隣接する城にローズがいるかもしれないと考え、城に向かう。ところが、城内に入った矢先に、金属を自在に操る謎の男に捕らえられてしまう。しばらくして意識を取り戻すと、そこには村の支配者のマザー・ミランダと、彼女に仕える四貴族がいた。大柄な城主オルチーナ・ドミトレスク、人形を操る黒子のような女ドナ・ベネヴィエント、醜悪な怪人サルヴァトーレ・モロー、そして先ほどイーサンを捕えた、磁力を操る男カール・ハイゼンベルク。ゲームの開始を宣言したハイゼンベルクに追い詰められたイーサンは、隅の穴に飛び込み地下へ逃れる。地下には彼の仕掛ける死の罠がいくつもあり、イーサンはそれらをかい潜って辛くも脱出に成功する。その後、再度城内に入るために正面入口へ向かうが、そこで謎の商人デュークと出会う。イーサンはデュークの助言を得て城内を探索し、途中地下に落とされたり、ドミトレスク家の3人の娘たちに襲われるも、苦戦の末に娘たちとドミトレスク夫人を倒す。しかし、城にローズはおらず、代わりにローズの頭が入ったフラスクを発見する。村の中にある祭祀場で再会したデュークは、マザー・ミランダが特別な儀式のためにローズを4つのフラスクに分けさせたが、ローズは特別な力を持っておりまだ生きていると説明する。そして、残る3つのフラスクはベネヴィエント、モロー、ハイゼンベルクが一つずつ持っており、全て回収できればローズを助けることができるという。
ローズを救うために全てのフラスクを集める決意をしたイーサンは、まず霧深い谷にあるベネヴィエント邸に向かう。そこでいったんすべての武器や装具を奪われ、ベネヴィエントにより強烈な幻覚を見せられるが、何とか幻覚を打ち破ってベネヴィエントを倒し、2つ目のフラスクを回収する。続いて、人造湖に向かいモローが持つ3つ目のフラスクを回収するが、そこでクリスに再会する。イーサンはミアを殺した件を怒り問いただすが、クリスはこれ以上首を突っ込まずにここから立ち去れとしか言わない。そこに、巨大な怪魚のような姿に変異したモローが襲撃。クリスとはぐれたイーサンは水門を開いて湖の水を抜き、湖底の集落でモローを倒す。
モローの隠れ家に戻ると、最後の四貴族であるハイゼンベルクから「村の外れにある砦に来い。そこで最後のフラスクを見つけてみろ」との通信が入る。イーサンが砦に向かうと、そこはライカンの巣で、おびただしい数のライカンに襲われる。イーサンはライカンたちの襲撃を掻い潜りながら砦を探索し、奥でライカンより大型の獣人ウリアシュを倒して最後のフラスクを発見する。するとそこで、またもハイゼンベルクから「4つのフラスクを聖杯に納め、自分のもとへ来い」と通信が入る。イーサンは祭祀場に戻り、4つのフラスクを聖杯に納めると、谷間を繋ぐ橋が出現する。橋を渡ると、そこには大きな工場があった。
イーサンは工場内で、ハイゼンベルクと対峙。ハイゼンベルクはミランダへの反乱を計画しており、自分と手を組んで、ローズの力を使ってミランダを倒そうとイーサンに提案する。イーサンはそれを断るが、工場の地下に突き落とされてしまう。工場の地下では「ゾルダート」と呼ばれるB.O.W.が大量生産されており、イーサンはそれらの襲撃を掻い潜りながらなんとか地上階に戻るが、ハイゼンベルクに再び地下に落とされてしまう。しかしそこで、またもクリスと再会した。イーサンがミアを殺した件を再度問い詰めると、クリスは民間人を巻き込みたくないとしつつも、真実を明かす。
実はクリスが殺したミアは、前作に登場したエヴリンと同じ特異菌による生体運動能力で擬態したミランダ自身であった。ミランダはローズを誘拐するためにミアに擬態しており、クリスはイーサンとローズを守るためにミランダを殺そうとしたが、ミランダが死体に擬態したために殺し損ねていた。クリスの部下がイーサンとローズを連れ出して護送したが、その途中でミランダが蘇生し、護送車は大破。クリスが護送車に駆け付けた時には、そこにはもうイーサンもローズもいなかった。
イーサンに真実を話した後、クリスは特異菌の菌根を破壊するために工場を後にする。イーサンは、クリスが起動した磁力の影響を受けないポリマー製の戦車を操縦し、大量の金属を取り込んで変異したハイゼンベルクと戦い、これを倒す。しかし、そこへミランダが現れ、ローズを自分の娘にすると豪語した後、イーサンの心臓を抉り取って殺害する。
部下からイーサン死亡の報告を受けたクリスは、自身の私兵部隊である「ハウンドウルフ隊」を率いてミランダの元に向かう。同じ頃、BSAAの強襲部隊がミランダ制圧のために到着する。ライカンたちと特異菌が跋扈する村を突破し、地下にある洞窟に向かったクリスは、エヴリンを生み、ミランダに力を与えた特異菌の元となる菌根を発見する。クリスは菌根にN2爆弾を仕掛け、さらに洞窟の奥でミランダの研究室を見つけ、そこでミランダの目的を知る。ミランダは、100年以上前にスペイン風邪で死亡した娘のエヴァを蘇らせるために、特異菌で不老不死の実験を行っていた。そして、彼女はエヴァの器に最適な人間を探すため、村人を使って実験を行っており、ライカン達や四貴族は皆、彼女の実験の被験者だった。そして、イーサンとミアからエヴリンの特殊な能力を受け継いだローズを、最終的に「器」として選んだのだった（また、ミランダは後にアンブレラ社を設立することになるオズウェル・E・スペンサーを指導していたことが明らかになる）。クリスは研究室の探索を進め、その奥で囚われていた本物のミアを発見し、保護する。イーサンがもういないと知らされたミアは、彼が普通の人間ではないとクリスに明かす。
同じ頃、イーサンはエヴリンの幻覚を見ており、彼女に語り掛けられる。彼女によれば、イーサンは3年半前、ベイカー邸でジャックに殺されており、今のイーサンは特異菌を介して転生した存在だということを知らされる。これまで手足を切断される重傷を負っても、回復薬をかけることで回復できていたのはそのような理由であった。その後、イーサンが幻覚から目覚めると、そこはデュークの馬車の中だった。デュークは倒れていたイーサンを助け、彼の意志を察して、ミランダのいる祭祀場に向かっている最中だった。祭祀場に着くと、そこでは今まさにミランダが儀式を行っており、ローズをエヴァとして蘇らせていた。イーサンはミランダと対峙するが、儀式を邪魔されたミランダは、ローズを渡すまいと怪物と化してイーサンに襲い掛かる。イーサンは苦戦を強いられるが、ついにミランダを倒し、ローズを救出することに成功する。しかしイーサンの体はもはや限界に達しつつあり、肉体が徐々に崩壊し始めていた。イーサンはクリスにローズと一緒に村を脱出するように言い、ローズに上着を掛けてやり、最後の力を振り絞り自分を犠牲にして菌根に仕掛けられた爆弾を爆発させ、菌根と自分、そして村を破壊する。クリスはヘリコプターの中で、ミアにイーサンの死と彼を救えなかった無念を伝える。イーサンを失ったミアの悲しみをよそに、クリスは部下から、村に送り込まれたBSAAの兵士たちがB.O.W.（有機生命体兵器）であることを知らされる。B.O.W.を根絶するための組織がB.O.W.を使用しているという矛盾の答えを求めて、クリスは部隊にBSAAのヨーロッパ本部への移動を命じる。
それから時が経ち、成長したローズマリーはイーサンの墓参りをした後、組織の任務に呼び出される場面で物語は終わる。

## ウィンターズ エクスパンション
2022年10月28日より配信が開始されたダウンロードコンテンツ。「バイオハザード ヴィレッジ ゴールドエディション」にも収録されている。このDLCには下記の3つのコンテンツが含まれている。

### サードパーソンモード
「バイオハザード ヴィレッジ」の本編を第三者視点でプレイできる。第三者視点になることで、従来の主観視点では見ることが出来なかったイーサンのアクションが見られるようになる。ただし、イベントシーンは迫力ある演出を優先し、主観視点になる。

### ザ・マーセナリーズ アディショナル オーダーズ
「ザ・マーセナリーズ」にプレイアブルキャラとして新たにクリス、ハイゼンベルク、ドミトレスク夫人が追加される。また、ステージも新たに追加される。

### シャドウズ オブ ローズ
成長しティーンエイジャーとなったローズが主人公の新シナリオ。

#### シャドウズ オブ ローズのストーリー
本編から16年後の2037年。ローズマリー・ウィンターズは思春期の少女に成長していた。しかし、両親を介して受け継がれたエヴリンの力は今も健在であり、その特殊な力のせいで周囲の人間から化物扱いされ、孤独な思いをしていた。そのため、ローズは自身の能力を捨てて普通の人間になり、友達を作りたいと願っていた。
ある日、クリスの部下であるハウンドウルフ隊の一員ケイから呼び出されたローズは、かつて自分を器にして娘を蘇らせようとしたマザー・ミランダの新たな研究ノートが発見されたことを知らされる。そのノートには、人体から特異菌を除去できる「浄化結晶」を発見したと書かれていたが、そのノートは未完成だった。浄化結晶の残りの情報を得るには、ケイは特異菌の菌根の中に保存されたミランダの記憶を探る必要があると言う。菌根には特異菌で死亡した者の記憶が吸収され保存されるため、16年前にローズの父イーサン・ウィンターズに倒され死亡したミランダの記憶も保存されている。ローズは最初は半信半疑だったが、ケイの説得に応じて菌根の意識の中に入る決心をし、菌根に意識を集中させる。
ローズが気が付くと、そこは先ほどまでいた研究室だった、しかし、ドアを開けて進むとその先はまるで違う場所であり、そこはかつて菌根があった村の記憶を元に作り出された、菌根の意識の世界だった。そこでローズは、自身と瓜二つの少女やおぞましい異形の化物に遭遇する。化物から逃げる最中、ローズの行く手にメッセージが金色の文字で表示され、ローズはそのメッセージに従って化物から逃げ切る。古い城のような部屋にたどり着くと、メッセージの主はローズの問いかけに反応して金色の文字で「敵ではない」「ここは危険だ」と応える。メッセージの主はマイケルと名乗り、ローズはマイケルのメッセージのサポートを受けながら、浄化結晶を手に入れるべく菌根の意識の世界を探索する。

## 登場人物

### 主要人物
イーサン・ウィンターズ (Ethan Winters)
声 - 木内秀信 モデル - Yaya Chamkiモーションキャプチャ - Todd Soley、五島義織、長田賢治（一部のリロードモーションのみ）
前作及び本作の主人公。36歳。前作に引き続き、顔はほとんど描写されない。
ベイカー邸の事件から生還した後は、対バイオテロ国際組織「BSAA」の保護の下、妻のミアと愛娘のローズマリーと共に平穏な日々を過ごしていた。しかし、クリス・レッドフィールドの襲撃によって安寧の時を奪われ、ローズ共々、謎の村に拉致されてしまう。イーサンはローズを取り戻すため、村を統べるマザー・ミランダと、彼女に仕える四貴族に挑んでいく。
終盤エヴリンから、ベイカー邸でジャックに殺害されていたことを聞かされる。この時にエヴリンの特異菌の力によって転生し、姿・自我・人間の血を保ったまま再生を繰り返す力を身に着けていた。手足を切断されても簡単な処置や回復薬を用いることで結合し完全回復するという異常な再生能力、血を味見したドミトレスクの｢香味が抜けてきている｣という台詞や、前作でのジャックが口にした「お前も家族だ」や「私たち家族は皆、お前を殺したかったわけじゃない」という台詞は、この為である。
ミランダを倒した後、右手が崩れたことで最期を悟り、クリスにローズを託して脱出させ、自分を犠牲にして菌根に仕掛けられた爆弾を爆破し、菌根もろとも最期を遂げた。
ちなみに、本編ラストシーンでイーサンらしき人物がローズの乗った車とすれ違いで登場するが、偶然か製作者が意図したものであるかは不明である。
エピローグでは、イーサンに宿っていたエヴリンの力がローズに受け継がれていることが判明する。
マイケル（Michel）
死亡後、菌根の意識の世界に取り込まれたイーサンがローズの前で名乗った名前。
姿は見せず、ローズの行く手に金色の文字でメッセージを出して彼女をサポートする。また障害物を排除したり弾薬や回復薬などのアイテムをくれることもある。
ローズがエヴリンやミランダと対決する際に実体として現れ、ローズと共闘する。ミランダを倒した後は親子再会を果たし、父親としてローズへの想いを伝えた。
クリス・レッドフィールド (Chris Redfield)
声 - 東地宏樹 モデル - ジョージィ・ダンディモーションキャプチャ -田村忠嗣(銃器取り扱いシーン及び格闘シーンのみ)
第1作の洋館事件から登場する、バイオハザードシリーズを代表するキャラクターで、もう一人の主人公。
ラクーンシティ警察署が擁していた特殊部隊「S.T.A.R.S.」の元隊員で、洋館事件を始めとした数々のバイオテロ事件を闘い抜き、BSAAの創設メンバーにもなった英雄。年齢は本作の時点で47歳。
現在は対バイオテロ専門PMCとして再建された新生アンブレラ社に身を置いており、本作では自身が直轄する精鋭部隊「ハウンドウルフ隊」を率いて登場する。自身のコードネームは「アルファ」。
平穏に暮らしていたイーサン一家を襲撃し、ミアを射殺。イーサンとローズを移送するが、彼の行動の真意は、特異菌の根絶のため、その元凶であるミランダを追ってのことであり、序盤で射殺したミアはミランダが擬態していた偽物だった。しかし、ミランダが死体に擬態したため殺し損ねてしまい、後にローズを攫われてしまう。その後、村で菌根を探していた時にイーサンと再会。襲撃の件でイーサンから怒りを向けられるも、彼にミア射殺の真実を語った後、ハイゼンベルクの工場を爆破する。
イーサンがミランダに殺されたことを知ると、部隊を率いて菌根を目指し、発見した菌根に爆弾を仕掛ける。また、さらに奥にあるミランダの研究室で囚われていた本物のミアを発見し、保護した。イーサンが死んだことを伝えるも、ミアから「あなたは、イーサンが特別だということを知らないの」と告げられ、この時初めてイーサンが3年前のベイカー邸事件を機に「生きた屍」と化していたことを知る事となる。
最後はミランダを倒した代償で体が崩壊しかけているイーサンの元に駆けつけるが、イーサンは自己犠牲の道を選び、彼からローズを託される。ローズとミアと共にヘリで村を脱出後、彼女にイーサンの死と彼を救えなかった無念を伝えた。
ミア・ウィンターズ (Mia Winters)
声 - 樋口あかり モデル - Savannah Daniels
イーサンの妻。36歳。
前作では彼女が所属していた組織が開発した生物兵器「エヴリン」が暴走し、ベイカー邸での惨劇の引き金となってしまった。その際、エヴリンの菌に感染し血清で治療された中で何らかの特殊な力を得ており、娘のローズに受け継がれている模様。
事件後はBSAAの保護の下、夫のイーサン、愛娘のローズと共に平穏な日々を過ごしていたが、クリスの襲撃によってその日々は終焉を迎える。
実は、本編開始前にミランダに拉致されており、その間にイーサンと一緒に暮らしていたミアはローズを狙うミランダが特異菌の能力で擬態した偽物であったことが判明する。プロローグでは、ルーマニアの地元料理をイーサンに振る舞う、過去の話を過度に避けようとする、銃撃されても反応が薄いなど、ミアが偽物だと匂わせる描写がされていた。本物のミアはミランダの研究所に囚われており、彼女に実験体とさせられていたが、クリスによって発見され救出された。最後はローズを連れて来たクリスと共にヘリコプターで村を脱出するが、イーサンが菌根を破壊するために身を犠牲にしたとクリスから聞かされ、夫の死に悲しみの涙を流す。
ゾイが作成したベイカー邸事件ファイルにおいて、『7』の事件から2年後にゾイにお礼の手紙を書いており、ローズの写真と共に「可愛すぎて気絶しないでね」と書き添える等、子煩悩な一面が見られる。なお、本作で閲覧できるゾイの資料に添付されていたインタビューの音声データによると、彼女がエヴリン護送時に所属していた組織が「コネクション」だと明かされる。BSAAの保護の下、調査協力の見返りに組織に所属していた事実は不問にされた模様。
ローズマリー・ウィンターズ (Rosemary Winters)
声 - イブ優里安（成年）モデル - Linde Baars
イーサンとミアの一人娘。愛称は「ローズ」。本編開始時点で生後半年前後。
イーサンとミアを介してエヴリンの能力を凌駕する形で受け継いでおり、その特殊な能力ゆえに、娘の蘇生の宿主としてマザー・ミランダに狙われ、それを知ったクリスの手によって連れ去られてしまう。
ミランダに捕らえられ、一度は体を4つのフラスクに分割され四貴族の手に渡るが、ミランダの儀式で復活する。最後にはイーサンに救われ、彼が自己犠牲で残った後はクリスに抱えられ、母のミア共々救助された。
エピローグでは成長した姿でイーサンの墓参りをしている様子が描かれた。見た目はミア似だが、イーサンに似てきたとも言われ嬉しそうな表情を見せた。車で迎えに来た黒服のエージェントに「エヴリン」と呼ばれた際、「二度とその名前で呼ばないで！」と激昂し、「クリスすら知らない力、使ってもいいのよ」と詰め寄っている。しかし、直後に「まだコントロール出来ない」と一人呟いている。
『シャドウズ オブ ローズ』では主人公で、16歳の少女になっている。
両親経由でエヴリンの能力を受け継いでおり、その能力故に周囲の人間から気味悪がられ、化物扱いされていた。そのため能力を捨てて普通の人間になり、友達を作りたいと願っており、ある意味では前作のエヴリンのような状態とも言える。
体内から特異菌を除去できるという浄化結晶を探すため、菌根の意識の中に入る事になる。マイケルのサポートを受けながら菌根の世界を探索し、最深部で浄化結晶を手に入れ一度は自身の能力を消し去ることに成功する。しかしミランダからの追撃を身を呈して防ぐイーサンを助ける為、浄化結晶を叩き割り再び能力を発現させ、ミランダと対決する。最後はイーサンから更なる力を継承し力を増した特異菌の能力でミランダを倒した。その後は束の間の親子の再会を果たし言葉を交わした後、イーサンから指輪を受け継ぐ。

### 敵対者
マザー・ミランダ (Mother Miranda)
声 - 木下紗華 モデル - Anja Voskresenska
村の統治者。黒い羽根でできた衣装を纏い、仮面で顔を隠している。｢マザー・ミランダ｣と呼ばれ、村人たちからの信仰は厚いが謎に包まれた存在。
スペイン風邪で娘のエヴァを亡くしており、娘を失った悲しみで後追い自殺をしようと山岳地帯を彷徨った際、北の洞窟で真菌の超巨大組織「菌根」を発見し、特異菌に感染。その影響で老化が止まりほぼ不死身の体となり、細胞分裂を操って他人に擬態する能力を得る。そのため実年齢は100歳をゆうに超えている。
また、菌根の中にあった村の死者たちの記憶を得る事にもなり、そこにエヴァの記憶もあったことから、他の人間を依代として特異菌を使ってエヴァを蘇生しようと考え、研究と実験を繰り返していく。
その際に村人達が自分を信仰するように操作したことで、｢マザー・ミランダ｣と呼ばれ村人達の信仰の対象になった。その後、線虫から菌の感染を媒介する寄生体｢カドゥ｣を開発し村人たちに寄生させるが、ほとんどの被験者は適合せず、ライカンなどに変異してしまった。一部の適合度が高かった被験者は、後に四貴族となった（ただし、ミランダは四貴族とは名ばかりで駒としか見ていない）。
『7』でエヴリンを開発した組織「コネクション」に特異菌とエヴァの胚を提供しており、そこからエヴリンが生み出されていた。後にエヴリンの写真を渡されたが、エヴァの胚から生み出されたにもかかわらず、エヴリンをエヴァの宿主としてはふさわしくないと考えていた。その後、ベイカー邸事件で特異菌に感染したミアとジャックに殺され、菌人間と化していたイーサンとの間の娘であるローズマリーのことを知り、ローズこそエヴァの器と信じ、誘拐しようと企む。ミアを拉致して擬態能力でミアに成り代わるが、コネクションと関わったためにクリス・レッドフィールドから調査されていた。
ハイゼンベルクが敗れた直後に再びミアの姿に化けた状態でイーサンの前に現れ、すぐに擬態を解き本来の姿に戻ると、自身の目的とローズを攫った理由を語りだし、そしてイーサンの心臓を抉り出して彼を殺害する。その後は村の祭祀場地下に眠る菌根を活性化させ、村全体を菌根で飲み込み、祭祀場でエヴァを蘇らせる為の儀式を実行。菌根の力でローズの各部位を一つにし、エヴァの記憶を植え付けて、ローズをエヴァとして生まれ変わらせようとする。しかし、その目論見は外れ、ローズはローズ本人の意識を持って復活。しかもローズの持つ特殊な力で逆に体内のカドゥの力を奪われ、肉体が崩壊を始める。そこへ特異菌の力で蘇生したイーサンが到着。彼にローズを渡すまいとローズを自らに取り込み、神々しくも禍々しい異形の怪物へと変貌。イーサンと最終決戦を繰り広げるが、死闘の末に敗北。娘の名を叫びながら肉体が朽ち果て粉々に崩れ去り、取り込まれていたローズは無事に救助される。だが肉体を失いながらも、意識だけが菌根そのものと融合した暴走形態となり、ローズを救出したイーサンとクリスに迫る。しかし、クリスの手によって既に菌根には村全体を簡単に吹き飛ばせる威力の爆弾が仕掛けられており、最期はローズとクリスを逃がす為に一人残ったイーサンが爆弾のスイッチを起動したことで村ごと爆散し、消滅。娘を生き返らせる為に費やしてきた長い生涯に幕を下ろした。
なお、1951年には雪道で死にかけていた若き日の医学生時代のオズウェル・E・スペンサーを救助している。当時人類に幻滅していたスペンサーは村で見た特異菌に関する研究や「生物を感染によって変異させる」という発想に衝撃を受け、自身の理想である「人類の高次への進化」を体現する手段と確信し、ミランダを終生の師と仰いで村に滞在していた。しかしミランダと意見を交わす中で、自身の目的が「人類の進化」なのに対し、あくまでも「娘の復活」を目的とするミランダとの違いから、特異菌では感染力が足りないとしてやはり自身の研究分野であるウィルスが目的達成に相応しいと確信したスペンサーは、何も告げないままミランダの元を去った。ただ、スペンサーは後にミランダに対して突然去ったことを詫びると共に、始祖ウイルスを発見したこと、製薬会社「アンブレラ」を設立したことを綴った手紙を送っている。その中でスペンサーによって、アンブレラの社章は元々ミランダの村の洞窟にあった紋章を流用したものであることが明かされている。
デザインコンセプトは「カラスの女王」。
『シャドウズ オブ ローズ』においても登場。本編で倒された後、菌根に取り込まれその意識の世界で復活し菌根を支配する。
また、菌根の意識の世界でも前作同様に娘であるエヴァを蘇らせる為に策謀を巡らせている。
菌根の意識の世界で数多ある人々の記憶からエヴァを蘇らせる方法とその受け皿となる人間の実体化を目指し実験を繰り返していた。やがて受け皿はやはりローズ本人しかいないとの結論となり、菌根の能力を利用してローズに干渉し、彼女に自身の能力を捨てさせるよう仕向けると同時に菌根の意識の世界へ誘い込む。世界の最深部にたどり着き浄化結晶で能力を捨てたローズの前に現れ、ローズを取り込もうとするがイーサンに妨害される。イーサンとローズ親子の前に立ちはだかるが、能力を再び発現させたローズに倒され2度目の死を迎えた。
カール・ハイゼンベルク (Karl Heisenberg)
声 - 白熊寛嗣 モデル - Joel Hicks モーションキャプチャ - Neil Newbon
通称「ハイゼンベルク卿」。『鉄馬の家紋』を担う、ミランダに仕える「四貴族」の1人で最も危険な存在。
村の外れにある工場を拠点とするエンジニア。ウェーブのかかった灰色の長髪と、口周りに蓄えられた髭が特徴の壮年男性で、丸いサングラスを掛けて、首には吊りはかり・方位磁石・ドイツ軍が使用したドッグタグを下げて、黒いソフトハットとオリーブ色のロングコートを着用している。
かなり砕けた態度で相手と接するが、性格は粗暴かつ短気で口汚い部分もあり、時折粗暴な面が目立つほか、敵となる相手をショーのように痛めつけるのを好むサディスト。
他の貴族達との関係も険悪で、特にドミトレスクとは反りが合わないようで、捕えたイーサンの処遇について取り合いになった際には口汚い言葉で罵っており、下記の理由から主であるミランダに対しても反骨心を内包している。
ガラクタを寄せ集めたような長い鉄槌を携え、それを含めて周囲の鉄製の物体を磁力で操る能力を持つ。能力はカドゥの影響で、胸部にシビレエイのような「発電器官」と酷似した臓器が形成され、この器官は脳と直結している為、ハイゼンベルクは脳を通じて全身の神経に電流を流すことで自らの肉体をコイルと化して周囲に磁界を形成し、自在に鉄製の物体を操ることが可能となっている。
元々は東ヨーロッパの山脈に住んでいた工学の天才で、ハイゼンベルク家は村のすぐ外に位置するハイゼンベルク工場を運営し、山脈の他の3つの主要な家と一緒にマザー・ミランダにサービスを提供していた。実はハイゼンベルク自身もカドゥの被験者であり、洗脳された子供の1人である。それをハイゼンベルク自身が知っているかは不明だが、ミランダの亡き娘を蘇らせたいという自分勝手な思いと、家族（自分達）を「駒」や「実験台」と見なしている事を恨んでおり、ローズを利用してミランダを倒そうと画策していた。
四貴族の中でイーサンが最初に出逢う一人にして、最後の一人として対峙する相手でもあり、本作における宿敵の間柄になる。尚、イーサンと戦う前にクリスを認識しており、自分のゾルダート達を工場ごと吹き飛ばされた際には、イーサンの前で｢ぶっ殺してやる、あのゴリラ野郎｣と怒りを滲ませていた。
拠点である工場にて吸い寄せた無数の金属片や工業機械と融合した異形の姿となってイーサンと対決、背中に形成したタービンで殺そうとするが、自らが手掛けた自走砲がイーサンと共に巻き上げられ、その主砲から砲撃を受けて、最期は自らの敗北を認められぬまま爆発四散した。
コンセプトは｢ビクター・フランケンシュタイン｣。
サルヴァトーレ・モロー (Salvatore Moreau)
声 - 西村太佑
通称「怪人モロー」。『人魚の家紋』を担う、ミランダに仕える「四貴族」の1人。
腰の曲がった大柄の男性。黒いローブを纏っているが、その下にある背面にはボコボコとした無数の瘤のようなものがあり、更に触手が蠢くグロテスクな奇形であり背中に一対の目がついている。背中の目について、コンセプトアートのコメントによると、モローが片思いしていた女性が背中側に寄生しているという。
下記の内部変異からか、本人の元の性格からか、人目を避けるためかは謎だが人造湖に隠れ住んでいる。チーズが好物で､よく古い恋愛映画を見ているらしい。
カドゥとの適合率は他の3人が「良好」「極めて良好」と評価されているのに対し「やや低い」とされている。肉体の内部構造も魚類に近いものへと変質している上に著しく知能が下がっており、日記は全て平仮名である。適合率の低さの影響か、不定期で細胞分裂が暴走して魚と両生類が合わさったような巨大な怪物に変異し、この変異はモロー本人にも制御出来ず、副作用によるものか平時でも度々嘔吐している。このため、四貴族の中で最も欠陥の多い個体と断定されている。
下院の主を務める家系で、孤立した山村を支配していた。ミランダ率いる異教徒の信者であったため、素直にカドゥを受け入れた。ミランダを実母のように見ているようで、彼女を「お母様」「ママ」「ミランダ様」と呼び、喜ばせるのに必死だった。モローの実験施設は「モロー診療所」と書かれている。手記によれば以前は助手が居たらしい。
なお、ミランダがイーサンを試す為に四貴族を対決させようとしているのを知っていた。
モローの猛攻を掻い潜り、風車を使って電力を供給し水門を開けると湖の水が無くなり、モローとの直接対決になる。戦いの末にイーサンに敗れ、肉体が風船のように膨張。ミランダに助けを求める叫びを上げながら跡形もなく破裂し死亡。死後もイーサンからは、「最期まで汚い野郎だ！ 吐き気がする！」と嫌悪感を抱かれている。
モローのデザインは日本のカッパに触発されている。
ドナ・ベネヴィエント (Donna Beneviento)
声 - 佐藤美由希 モデル - Daniela L (Daniela Aiko) （黒装束の下のドナ自身の顔のモデル）
通称「人形使いのドナ」。『月と太陽の家紋』を担う、ミランダに仕える「四貴族」の1人。
無口で、喪服と黒子を合わせたような、黒装束の女性。頭には黒いベールを被って素顔を隠しているが、ベネヴィエント邸には彼女の姿を描いた肖像画が飾られており、黒髪で整った顔立ちの美人である。霧深い谷の屋敷に住む人形使いで、「アンジー」という名の人形を操る。
人形メーカーの裕福な家庭の産まれ。心優しい性格だったが、庭師の日記（英語版）によると幼い頃から顔に傷があったために人目を避けていたほか、極度の対人恐怖症を抱えており、人形のアンジーを通じて意思疎通をしていた。両親の死後にミランダとは養子縁組をし、カドゥを与えられているが、カドゥを得た影響によって重度の精神疾患となってしまった。
カドゥによる変異は顔の右にある膿瘍のみで、他の四貴族と違い体を大きく異形化する事も無く、生身の戦闘力も常人とそれほどかけ離れていない為に決して高くはないが、特殊なシグナル物質を分泌・放散する事で特異菌に感染した植物を操作でき、特異菌を組み込んだ黄色い花の花粉を吸引させることで、他生物に様々な幻覚・幻聴を誘発させることができる。
最期はイーサンから自身のカドゥを分け与えていたアンジーを通じて何度も鋏を突き立てられたことで刺殺される。だが、幻覚が解除された後のイーサンは鋏を手に持っていない事、アンジーにもドナにも鋏の刺し傷が見られ無いこと、イーサンの両手が血にまみれている事から、実際は「鋏で刺し殺した」のではなく『素手で殴り殺した』というのが正しい。
幻覚が解かれた後、顔面からカドゥが露出した状態でアンジーと共に倒れており、肉体が崩壊し死亡した。
ドナのオリジナルコンセプトは「幽霊」。
アンジー (Angie)
声 - 佐藤美由希
ドナが操る人形の一体。小さく、年季の入ったビスクドール。
元は人形メーカーのドナの父が、ドナに遺した遺品のビスクドールである。
アンジーはドナのカドゥを株分けされており、機械的な操作をせずとも動く事が出来るようになっている。
子供のような無邪気な性格をしており、無口なドナと正反対にお喋りかつ結構口が悪く、他人に対して暴言を連発する。
ベールの下に花の王冠を持つブライダルガウンとエレガントなチョーカーを着用している。アンジーの顔が変わっているのはベネヴィエント家の紋章に基づいており、三日月と太陽に分かれている。
オルチーナ・ドミトレスク (Alcina Dimitrescu)

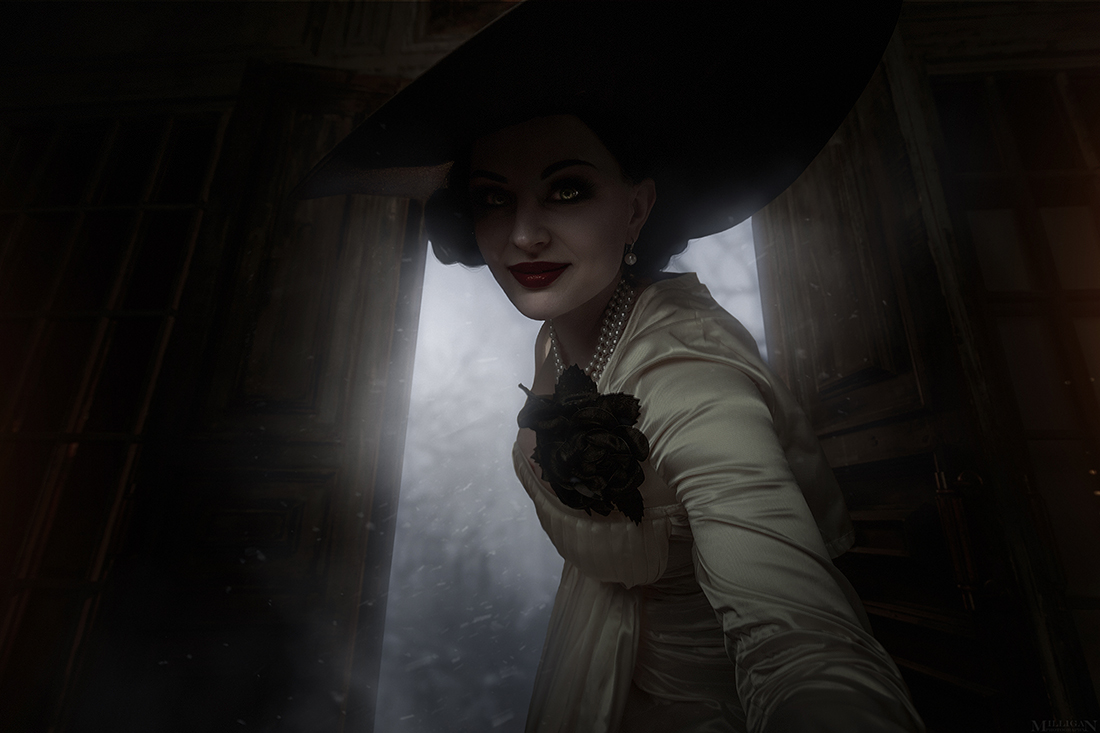
オルチーナ・ドミトレスク

声 - 井上喜久子 モデル - Helena Mankowska モーションキャプチャ - Maggie Robertson
通称「ドミトレスク夫人」。『剣花の家紋』を担う、ミランダに仕える「四貴族」の1人。
村にある城の女城主。大きな帽子を被った身長290cmの大女で、妖艶な美貌を持つ。ミランダの指示の下、3人の"娘たち"を従えてイーサンを捕らえようとする。
元々は村の人間ではなくよそ者で、ドミトレスク家はミランダの実験体となった時点で「没落貴族」とされている。作中のファイルの記述から、「四貴族」の中では最も古株で1900年初頭に生まれたと思われ、カドゥにより44歳時点で老化が止まっている。新陳代謝が異常に向上しており、どんな傷も数秒で治せるほど再生能力が高いほか、任意に肉体の変異を操作でき、また体格も相当に巨大化している（医療報告書によれば再生能力が高ければ高い程体格が大きくなる為）が、毒物で代謝のバランスが崩れると細胞分裂を制御できなくなる。元々先天的に遺伝性の血液疾患を抱えておりカドゥを得た事で病状が悪化した事と、再生能力の維持の為にも定期的に人間の血液の経口摂取が必要になっている（男性を生き血の為の贄に、女性は使用人にしていた）。
ドミトレスクは村の領主という意味ではなく本来の意味での貴族であるため、他の領主を｢同列にされると虫唾が走る｣と見下している。特にハイゼンベルクとは衝突しており「下品で粗野な、卑しい血の男」と思っており､ハイゼンベルクからは「図体のでかいクソ女」と罵られていた。
イーサンに3人の娘達を全員倒された末、自身もイーサンを追い詰めたところで弱点である毒が塗られた「死花の短剣」で突き刺され、肉体の細胞分裂が暴走。口が花弁のように開く巨大なドラゴンのような胴体の背中に、両腕の無い人の上半身が生えているような異形の姿に変異し、怒りの赴くままイーサンに襲いかかる。戦いの末にイーサンに敗れ､道連れにしようと塔から落下するが、結局イーサンを殺すことはできず、最期は自らを破滅に追いやったイーサンへの恨みの言葉を残しながら肉体が崩壊し死亡。イーサンからは「呪われているのはお前だ！」と吐き捨てられた。
アートディレクターの高野智成は彼女のモチーフについて、16世紀の連続殺人犯エリザベート・バートリー、日本のフォークロアの八尺様、そして1990年代のアンジェリカ・ヒューストンが演じたモルティシア・アダムズに触発されたとしている。
胸の黒い薔薇3つは三姉妹を表しており、名前の頭文字は夫人と三姉妹で「ABCD」の流れになっている。
城下に葡萄畑を保有し、その葡萄で「REGINA ROSIE」という銘柄のワインを製造、地下室に貯蔵しており、物語冒頭でミアも同じ銘柄のワインを飲んでいる。
ドミトレスク三姉妹
ドミトレスク夫人の娘である三姉妹。
ドミトレスク夫人の命でイーサンを捕えようとする。
その正体は、カドゥが生んだ羽虫を人間の女性に植え付けて喰らわせることで、羽虫の群体がその女性の姿に擬態したもの。
そのため、「娘」とは言うものの、ドミトレスク夫人の実の娘ではないうえ、三姉妹は名ばかりでお互いに血縁関係も無い。（ただし、ドミトレスク夫人は娘たちに愛情を持っている様子がある）
肉食虫本体は獰猛な性格であり、イーサンを捕食しようとするのは本能による行動である。しかし、肉食虫は摂氏10℃以下の冷気に触れると硬直し、その間は攻撃が通じるようになる（即ち、城から出られない）。また、肉食虫自体には繁殖能力が無いため、体を構成する虫が殺されると替えが利かないので再生できないという2つの弱点を持つ。
戦闘中に城の窓や壁が壊れて、冬の外気が流れ込んできたことでイーサンに形勢逆転され､ベイラ､ダニエラ､カサンドラの順に倒される。最期までイーサンに襲いかかろうとし、執念深く武器を振りおろそうとしたが、冷気によりそのまま凍って硬直し、肉体が砕けて死亡した。
ベイラ・ドミトレスク (Bela Dimitrescu)
声 - 田中理恵 モデル - Lisa Goodwin
ドミトレスク夫人の娘で三姉妹の長女。髪は金髪、ペンダントは赤。
三姉妹の中で唯一物静かであり、一番頭が冴えている。
カサンドラ・ドミトレスク (Cassandra Dimitrescu)
声 - 小島幸子 モデル - Elisa Duncan
ドミトレスク夫人の娘で三姉妹の次女。髪は黒髪、ペンダントは黄色。
殺人を楽しむサディストの殺人快楽者で、妹のダニエラとは違う意味で危険人物。
ダニエラ・ドミトレスク (Daniela Dimitrescu)
声 - 村中知 モデル - Karolina
ドミトレスク夫人の娘で三姉妹の三女。髪は茶髪、ペンダントは緑。
狂気的で妄想に取り憑かれており、姉のカサンドラとは違うベクトルで危険人物。

### ハウンドウルフ隊
クリスが率いる私兵部隊。クリスを含め全員が狼にちなんだコードネームを持つ。
アンバーアイズ (Umber Eyes) / ローランド・エルバ(Rolando Elba)
声 - 山岸治雄 モーションキャプチャ - 高橋知行
ハウンドウルフ隊のベテラン男性隊員で、スナイパー。
小教会の端末によると、ナイトハウルと共に、菌糸の採取と分析をしていた。
ちなみに、設定イラストによると黒人であり、クリスと同年代か年上の見た目をしている。
コードネームは「琥珀色の目」の意味を持つ。
ケイナイン (Canine) / チャーリー・グラハム(Charlie Graham)
声 - 布施川一寛 モーションキャプチャ - 田村忠嗣
ハウンドウルフ隊の男性隊員で、若手ハンドラー。
設定資料によるとオールバックの茶髪か赤毛で顎髭のある美青年。
コードネームは｢イヌ科｣の意味を持つ。
『シャドウズ オブ ローズ』にも登場。ローズからは「ケイ」と呼ばれている。自身の能力に思い悩むローズの前に現れて「浄化結晶」の存在を明かし、それを得ようとする彼女に協力するが、その正体は本人ではなく、ミランダがローズを誘い込むために作り出した幻影であった。
ロボ (Lobo) / ジョン・パールマン(John Perlman)
声 - さかき孝輔 モーションキャプチャ - 長田賢治
ハウンドウルフ隊の男性隊員で、機関銃を操るパワフル系。
過去に中東でクリスと共闘したことがある。小教会の端末によると、タンドラとKNと共に、研究室の捜索をしていた。
設定資料によると頭にバンダナをしてサングラスをかけ蓄えられた髭を持ち、クリスと同年代か年上の見た目をしている。
コードネームは｢ハイイロオオカミ｣の意味である。
ナイトハウル (Night Howl) / ディオン・ウィルソン(Dion Wilson)
声 - 喜山茂雄
ハウンドウルフ隊の男性隊員で、通信担当。
設定資料によるとツーブロックで眼鏡をかけた真面目そうな見た目をしている。
コードネームは｢夜の遠吠え｣という意味を持つ。
タンドラ (Tundra) / エミリー・ベルコフ(Emily Berkhoff)
声 - ニケライ・ファラナーゼ
ハウンドウルフ隊の唯一の女性隊員。元DEA捜査官の経歴を持つ紅一点。
設定資料によると、少し濃いめの顔立ちをしているが美人である事がわかる。
コードネームは同じ綴りで「ツンドラ」の読みを持ち、｢ツンドラオオカミ｣から来ている。

### 村人
デューク (The Duke)
声 - 茶風林
イーサンが村で遭遇する商人の巨漢の男。
自前の馬車の荷台にすっぽりと入る巨漢でありながら、「商いは場所を選ばない」をモットーに村の各所、ドミトレスク城の一室、果てはハイゼンベルク工場の巨大エレベーターなどイーサンの行く先々で商店を構える。
なお、ドミトレスク城およびハイゼンベルク工場ではデュークのいる部屋（商店）はセーフハウス扱いとなっている。
狂気に満ちた村で平然と商いをする変人であり、ドミトレスク城内のファイルで商談に訪問していたことも明かされる。村の背景であるマザー・ミランダや彼女に仕える四貴族の情報に精通する他、なぜかフラスク化されたローズの存在を知っている等、謎が多くアイテムの売買の他に作中での情報屋としての側面も持つ。彼の素性については最後まで明かされず、自らも「私自身も存じません」とイーサンに応えており、最終決戦後に村が消滅した後の生死も不明。
主に、「アイテムの販売」、「武器の改造」、「アイテムの売却」の他、ある程度ストーリーが進むとイーサンが捕獲した動物の死肉を提供することで、彼の特定のステータスを上昇させる「調理」もサービスしてくれる。
『バイオハザード4』に登場した武器商人と同じ立ち位置のキャラクター。関連性があるのか不明だが、時折武器商人の口真似を「古い友人の口癖」として喋ることもある。ただし、複数体存在した武器商人と異なり、本作での売買はデューク個人のみであり、殺害することは不可能（直接のエイミングは不可であり、爆風にも当たり判定が無いが、称賛や煽りなど様々なリアクションをとる）。
ストーリー終盤ではイーサンの思いを汲み取り、馬車でミランダの元まで運び、最終決戦に挑むイーサンの手助けをする。また、ここで店を何らかの形で利用した場合、それまでとは違うイーサンを気に掛けるセリフをしゃべる。
名前はルーマニア語で「公爵」という意味がある（ドイツ語でも意味は「公」）。現在でもイギリスではデューク（公爵）の称号が存在する。
預言者 (The Hag)
声 - 宮沢きよこ モデル - Cliah
ローズについて知っている謎の老婆。
老婆だが村の各所に出没して、遭遇したイーサンに予言めいた発言をする。後に正体が老婆に擬態していたミランダであったことが判明する。
Hag（ハッグまたはハグ）はイギリスの伝承に登場する怪しい老婆であり「鬼婆」や「妖婆」と訳されたりする。なお、イタリア語でも「鬼婆」の意味を持ち、どちらにしてもミランダが老婆に擬態しているのを暗示・揶揄した名となる。
エレナ・ルプ (Elena Lupu)
声 - 高橋雛子 モデル - Elisa Duncan
レオナルドの娘。負傷した父レオナルドをかばい、ルイザの屋敷に避難する。
レオナルドがライカン化した際には取り乱すものの、すぐに銃を取ってそれを撃退する気丈な性格。屋根裏へ追ってきたライカン化した父を見捨てられず、ともに炎上する屋敷に転落していった。
レオナルド・ルプ (Leonardo Lupu)
声 - 佐々木省三 モデル - Louis Barker
エレナの父親。登場時点で負傷しており、ルイザの屋敷でライカン化して避難民を皆殺しにした。
エレナに一時的に撃退されるが、彼女の名を呼びながら屋根裏へ現れ、エレナとともに炎上する屋敷に転落していった。
ルプ(Lupu)はルーマニア語で「狼」の意味を持つ。
ルイザ (Luiza)
声 - 竹村叔子 モデル - Zhanna Tase
生存者に対して、ラジオで自身の屋敷へ避難するよう呼びかけていた。
最終的にはライカン化したレオナルドに殺害される事となる。
セバスチャン (Sebastian)
声 - 梶川翔平
ルイザの屋敷に避難していた、怪我をした男性。
最終的にはライカン化したレオナルドに殺害される。
ロクサーナ (Roxana)
声 - 司薫 モデル - Sophiya Dezhakam
ルイザの屋敷に避難していた女性。
最終的にはライカン化したレオナルドに殺害される。
アントン (Anton)
声 - 江頭宏哉
ルイザの屋敷に避難していた、何故か酩酊している男性。
最終的にはライカン化したレオナルドに殺害される。
ユリアン (Iulian)
ルイザに屋敷の見張りを任されていた男性。
屋敷が崩壊した直後、休耕地に出たイーサンの目の前でミランダに殺害されるが、その遺体はミランダともども消え失せてしまう。
グリゴリ・スタン (Grigori Stan)
モデル - Stephen Grief
イーサンが村を訪れて最初に出会うことになる男性。
イーサンをライカンと間違えて発砲したことでライカンに居場所が知られ、襲撃に備えてイーサンに拳銃を渡す。屋根にいたライカンに連れ去られ死亡。なお、休耕地にいる「ヴァルコラック・アルファ」はスタンが変異したもの。

### その他
E-001エヴリン (Eveline)
声 - 諸星すみれ
前作『バイオハザード7』の事件の元凶でラスボスでもある少女の姿をした生物兵器。
前作のラスボスとしてイーサンに討たれたが、本作ではミランダによって仮死状態にされたイーサンの精神世界に出現。彼の身体に隠された秘密を明かした。
『シャドウズ オブ ローズ』では菌根の記憶世界でのベネヴィエント邸にてローズの前に現れる。
相変わらず家族への歪んだ執着があるようで菌根の世界でも死んだ者達を家族にしようと企んでいる。またローズに対してはイーサンたち家族から愛されるローズと全く愛されることのなかった自身を比較して逆恨みに近い憎しみを持っており、ベネヴィエント邸で様々な方法でローズを追い詰めようとするが、イーサンのサポートを受けたローズに退けられた。
エヴリンの菌根の記憶世界への侵入はミランダにとっても想定外であったようで、結果としてミランダは計画の変更を余儀なくされた。
エヴァ (Eva)
ミランダの実の娘。1909年6月生まれ、スペイン風邪によって1919年8月に命を落とした。
ミランダが娘のエヴァを生き返らせようとしていたことが今回の事件の発端である。
クラウディア・ベネヴィエント (Claudia Beneviento)
庭師の日記と棺で名前とミイラ化した姿のみしかわからない人物。ドナの近親者と思われるが詳細は不明。
ベネヴィエント邸に通じる途上に墓があり、墓碑を見ると1987年生まれで1996年没なのがわかる。また、アイテムを使用するとミイラ化した遺骸を見る事が出来る。
イングリド
本編の数日前の出来事が描かれる体験版「MAIDEN」の主人公。
少女とだけ設定されており、まったく喋らないキャラクターで、最後はドミトレスクに殺害されて菌に感染する事になる。
そして製品版では敵対クリーチャーのモロアイカと化しており、イーサンに襲いかかることになる。
また、イングリドが変異したモロアイカを倒すと、生前に所持していた首飾りを入手することができる。

### 菌根の記憶世界の住人
コピーローズ
声 - イブ優里安　モデル - Linde Baars
ローズと瓜二つの少女。大勢おり仮面の公爵からは「ウサギ」と呼ばれ、何らかの実験に利用されている。
正体はミランダによってエヴァの受け皿となることを目的として、菌根の記憶から作り出されたローズの複製。
しかし作り出される前になんらかのノイズが干渉することで全てのコピーローズが感情の起伏に乏しい等、不完全な状態として生まれている。
当初は実験の失敗作とされていたが、強い刺激を与えることで器たり得る可能性が出てきた為、仮面の公爵によって「ウサギ」として非道な実験が繰り返されている。
仮面の公爵 (The Masked Duke)
声 - 茶風林
ドミトレスク城の記憶の世界を支配している（と思われる）肥満体の男。
姿形は本編に登場したデュークに酷似しているが、今作では仮面を着用しており、更にドミトレスク夫人並の巨体となっている。
正体はミランダによって無数の記憶の中から人間を作り出す過程で作り出された別人格の人間。しかしその実験も完全ではなく、顔面の欠如や加虐性が強いといった歪んだ性格を持つなど、コピーローズのように幾つかの欠点を持つことになる。
ミランダの命によりエヴァの受け皿としてコピーローズたちに刺激を与える実験を行っている。しかし前述の歪んだ性格により、狩りするようにコピーローズたちを弄び虐殺している。

## クリーチャー

### 通常クリーチャー
ライカン
カドゥに寄生され適合できなかった人間が変貌した狼男のような姿のクリーチャー。
鋭い牙と爪を持ち、生存している村人や家畜を襲っている。
村の北東にある砦に群れで住み着いている。弓矢や棍棒といった武器を使用し馬を操るほどの知能を持ち、また身の丈以上の段差を飛び越え、壁面を容易くよじ登る等身体能力も高い。
名前はギリシア語で狼男、人狼を意味する「lycanthrope（ライカンスロープ）」に由来する。
ライカン（大型）
通常のライカンよりも体が大きくタフな個体。
金属の面を被って頭部を守ったり、四肢に金属片を括り付けて防具・武器として利用している。
モロアイカ
城の中を徘徊している、ローブを纏ったミイラのような風貌のクリーチャー。
動きは非常に遅いが、剣などの武器を扱って襲いかかってくる。ドミトレスクを倒して以降は、ローブを纏っていないものが村にも出現する。
このクリーチャーの正体は、ドミトレスク達の実験の被害者である少女達の成れの果て。
「モロアイカ（Moroaică）」はルーマニアの民間伝承上に伝えられる吸血鬼の名前である「モロイ（moroi)」に、女性であることを示す接尾辞である「アイカ（-oaică）」を組み合わせたもの。
サンカ
吸血の為に舌が異様に突出し、腕がコウモリの翼のように変形した飛行系のモロアイカ。
城の上空を飛び回っており、上空からイーサンに襲い掛かってくる。高い機動性で弾道を避ける反面、体力は低い。ドミトレスクを倒して以降は村にも出現する。
「サンカ」はルーマニアの民間伝承の女悪魔。
ヴァルコラック
モローの研究でカドゥに加え脊髄に狼の血を投与された実験体が変貌した、熊に匹敵する体格の猛獣。
極めて凶暴で、生存者に見境なく襲い掛かる。
名前はルーマニア語で「狼人間」という意味を持つ。

### ハイゼンベルクの鋼の軍団
ハウラー
ハイゼンベルクが工場で作り出したB.O.W.。
外見はモロアイカと似ているが、素体は男性。頭部に金属製のゴーグルを装着しており、木製バットのような棒の先端に金属製の歯車をハルバード状に取り付けたものを武器として装備している。ファイルによればライカンとの戦闘試験で約3分で返り討ちに遭い解体・捕食されたという。工場内では戦闘以外に採掘作業を行なう作業要員の個体が数体いる。
名前の由来は、ドイツ語で「喚く者」。
ゾルダート・アイン
ハイゼンベルクが工場で作り出したB.O.W.。
ハウラーと違い筋骨隆々な体躯を持ち、後述の改造もあって戦闘試験ではたった1分でライカン3体を皆殺しにする程の戦闘能力を得た。
頭部に金属製のゴーグル、右腕に電動ドリルが装着されている。右胸に電動ドリルを稼働させるための赤い制御核「カドゥ制御リアクター」が露出しており、それが弱点になっている。ただし、攻撃時以外は腕のドリルでこの制御核を覆うようにガードしている。
名前の「ゾルダート」はドイツ語で「兵士」、「アイン」はドイツ語で数字の「1」を意味する。
ゾルダート・ツヴァイ
ハイゼンベルクが工場で作り出したB.O.W.。
アインと違い両腕に電動ドリルが装着されており、赤い制御核は背中側に着けられている。ゴーグルは外され、代わりに鼻と口を金属製のマスクと呼吸器で覆っている。
「ツヴァイ」はドイツ語で数字の「2」を意味する。
ゾルダート・ジェット
ハイゼンベルクが工場で作り出したB.O.W.。
ツヴァイと同様に両腕に電動ドリルを装着し、頭部を含む上半身を金属製のアーマーで覆っている。背中にジェットパックを装着しており、短時間ではあるが空中を飛び回ることができる。またジェットの出力を利用した突進攻撃も行う(この際には照準をつける為か顔部分から赤いレーザーポインターのような光が照射される)。赤い制御核は右胸に着けられている。
ゾルダート・パンツァー
ハイゼンベルクが工場で作り出したB.O.W.。
3本の電動ドリルを左右それぞれの腕に装着し、全身をジャンクパーツを乱雑に繋ぎ合わせた装甲で覆った、攻防一体のゾルダート。この装甲は銃弾ではビクともしない頑強さを誇るが、反面で爆発・爆風などの大きな衝撃を受けるとアーマーが剥がれ落ちる欠点がある。右胸に着けられた弱点の制御核も装甲に覆われているため、弱点を露出させるためには全身の装甲を爆発を伴う攻撃で剥がす必要がある。
「パンツァー」はドイツ語で「戦車」を意味するが、昔は「鎧」の意味であった。

### ボスクリーチャー
ウリアシュ
寄生体カドゥへの適合率が比較的高かった人間が変貌した、見上げるほどの巨体の獣人。
巨大なハンマーを軽々と振るう腕力と家屋の屋根ほどの高さを跳躍で移動する身体能力を誇る。
名前はルーマニア語で「巨大な」という意味がある。
コンセプトアートの解説によると、人間の時は村長だった。ライカン達のリーダー格でライカンの群れと行動を共にしており、獣人達を統べているかのような仕草を見せる。
ウリアシュ・ドラク
「食人鬼（人喰い鬼）」とも呼ばれる男性素体の巨漢のボス。
2体おり、1体はベネヴィエント家の墓場、もう1体は製材所に出現する。
剛健な体つきで、見た目通りに耐久力はかなり高い。巨大な戦斧を武器に持ち、振り回して攻撃する。
墓場と製材所のウリアシュ・ドラクは名前は同じだが見た目が違っており、墓場の方は背中の盛り上がりと体躯以外は姿がまだ人型を保っている状態だが灰がかかった肌色で土で汚れたような色味をしており、製材所の方も人型で体色も肌色系ではあるものの、まるで硫酸攻撃されたか火傷した後のように顔や身体が溶けてある程度治癒したような雰囲気の姿をしている。
名前はルーマニア語で「巨大な」を意味するウリアシュに「悪魔」を意味するドラク(DRAC)を繋げたもの。
ウリアシュ・ストレージャ
菌根の番人である、一回り大きいウリアシュ。
巨大なトゲ鉄球が付いたメイス的な武器を持つ。
菌根の影響を強く受けたことで強靭な肉体と体力を持ち、正面からの銃撃を受け付けない。融合した特異菌が露出している背部が弱点。
名前はルーマニア語で「巨大な警備員」の意味。
コンセプトアートの解説によるとウリアシュの兄という裏設定がある。
ヴァルコラック・アルファ
ヴァルコラックより一回り大柄でさらに強力な個体。
1体しか居ない個体なのかは謎だが、モロー撃退後の休耕地に一体のみ出現する。
名前はルーマニア語の「狼人間」と狼の群れの最上位を指す「アルファ」を繋げたもの。
魔女(ベイラ・ドミトレスク&カサンドラ・ドミトレスク&ダニエラ・ドミトレスク)
ドミトレスク夫人の娘たち。
正体は無数の黒い羽根虫が集まって女性に擬態したものであり、体を自在に分散させることができる。
そのため、平時は銃弾などの物理攻撃が一切効かない。急激な温度変化（特に冷気）が弱点で、ある方法で外の冷気を浴びせると体が硬直し、攻撃が通じるようになる。
オルチーナ・ドミトレスク
ドミトレスク城の主。
城内を徘徊し、イーサンを始末するべく執拗に追いかけ、手の爪を瞬時に長く伸ばして切りつけてくる。
その切れ味は、イーサンの腕を一太刀で斬り落とすほど。ただし、爪を出す際に立ち止って攻撃後に即座に収納することから、狭路で無い限り距離を置いて逃走していれば当たることは無い。また、優れた再生能力を持ち、銃撃などを受けても瞬時に傷を修復できるため、倒すことはできない。
ドミトレスク夫人（変異）
ドミトレスク城のボス。
イーサンに死花の短剣で刺され、毒の影響で代謝のバランスが崩れたドミトレスクが、反撃としてクリーチャー化したもの。本人は「この姿を見たのはミランダ様以外にお前が二人目」と語っている事から、変異前の姿に戻る事は可能な模様。
触手のような外郭で白化して両腕を失ったドミトレスクの胴体の下に、花弁のように分割して大顎を開く巨大な翼竜の下半身を持つ。
その醜悪な姿は、夫人の狂暴性そのものとも言え、イーサンからも「やっと中身に似合う外見になった」と皮肉られた。
巨体でありながら城塞の周辺を飛び回り、城壁の一部を破壊する突進力、さらには娘たちと同様に無数の羽虫を操る能力を持つ。
ベビー
ベネヴィエント邸の地下に出現する謎の巨大クリーチャー。
コンセプトアートの設定によると、体高1.8m、全長2.3ｍ。醜悪な見た目に反して女の子であるらしい。
ミアを模した人形の位置から伸びる内臓（へその緒）の先に出現し、あたかも「人形のミアから産まれた」かのように現れる。
胎児のような顔に縦に大きく開いた口に生肉のような不気味な肉塊のような胴体、さらに前後逆の足が付いているなど非常に醜悪かつアンバランスで全体的に柔らかさがある姿に加えて、全身から粘性のある透明な液体を分泌している。ちなみに、コンセプトアートによると、左目は辛うじて開いているらしい。
イーサンを見つけると、喜んでいるかのような笑い声や親を求めるような泣き声を上げながら追ってくる。
また、ベビーと相対するステージではイーサンは武器を所持していないため抵抗手段がなく、一度でも接触すると飲み込まれゲームオーバーとなってしまう。
後述するドナの能力から推測するに実在はせず、幻覚の一種だったと思われる。
ドナ・ベネヴィエント&アンジー
ベネヴィエント邸の主と、その愛人形。特異菌を組み込んだ花の花粉を使ってイーサンに幻覚を見せる。
また、ドナはカドゥを得て植物操作による幻覚特化になった為、本作のボス敵キャラクターで唯一異形のクリーチャーに変異しないボスである。
このときは邸のどこかに隠れているアンジーを探すかくれんぼを強要する。アンジーを3回見つける必要があり、見つけられないでいると多数の人形が刃物のようなものを体から突き出して襲いかかってくる他、3回人形に襲われるとゲームオーバーとなる。
戦闘中に姿を見せるのはアンジーのみだが、戦闘終了後にドナの死体がアンジーの傍に現れていたり、1回目の攻撃時にドナの影が映っており、ドナ自身は幻覚で姿を隠しながらアンジーと共にいた（あるいは自身をアンジーに見せかけていた）と考えられる。
モロー（変異）
人造湖のボス。サルヴァトーレ・モローが体に異常をきたし、湖の中へ落下した際に変異した姿。
魚とサンショウウオをあわせたような巨体に無数の眼球と触手を持つ醜悪な姿をしており、口内にモローの本体がいる。足があるので歩行も可能だがその真価は水中の高速移動にあり、湖の中を徘徊しては水上を移動するイーサンを飲み込もうと妨害してくる。
また、湖水を排水されて陸地にあがったボス戦では、強い酸性の吐瀉物を飛ばしてくる。
シュツルム
ハイゼンベルクが工場で作り出したB.O.W.。工場内で度々イーサンの前に現れては追跡する中ボス。
頭部に3枚のチェーンソーの刃をプロペラとして置き換えたターボプロップエンジンが装着されており、上半身をジャンクパーツを乱雑に繋ぎ合わせたアーマーで覆っている。エンジンを稼働させるための赤い制御核は背中に着けられている。
高速回転するプロペラによる突進攻撃の威力は絶大で薄い壁であれば瞬く間に粉砕する程で、熱暴走時にはエンジンから吹き出した炎をプロペラの風に乗せて広範囲の火炎放射攻撃まで仕掛けてくる。
その構造上、正面からの攻撃には無敵を誇るが、両腕はプロペラで切断されて失われており、更に出力を上げすぎた結果、突進する事しか出来ず大きなダメージを受けると熱暴走を起こすといった欠陥があることからハイゼンベルクからは「失敗作」とされていた。「シュツルム」はドイツ語で「嵐」転じて「突撃」を意味する。
ハイゼンベルク（変異）
工場のボス。ハイゼンベルクが工場一帯にある金属や工業機械を磁力で吸い寄せて融合した姿。
先端が巨大な丸鋸となっているクレーン数本を背負った巨大なバイクのような姿をしており、頭部に該当する箇所を中心に機械部分のあちこちにハイゼンベルク自身の生身部分が根のように張り巡らされている。体中に装備された各種武装の他、磁力で鉄骨を操り攻撃する。クリスが準備していたポリマー製武装車両に乗り込んで戦うことになる。
ミランダ（変異・Ⅰ～Ⅲ）
ミランダが特異菌の力を解放し変異した姿で、本作の最終ボス。
特異菌と適合しているせいか、その力は非常に強大で、菌根さえも自在に操ることが可能。顔は特異菌で覆われており、長く伸びた指の先に鋭利な爪を持つ。擬態能力を駆使して特異菌でできた羽の形状や大きさを変え、3種類の形態に変身する。

### 菌根の記憶世界のクリーチャー
『シャドウズ オブ ローズ』の主な舞台となる菌根の記憶の世界に現れるクリーチャー達。
現実ではあり得ない挙動や瞬間移動をするものが多い。
フェイスイーター
仮面の公爵が使役する全身が灰色の顔が溶けた人型クリーチャー。
ゾンビのような緩慢な動きでローズに接近してくる。組みつかれると、その名前の通り、ローズの顔から生気を吸い取ろうとする。また、ローズが黒領域の中に一定時間いると、足元から複数体現れてローズを黒領域に引きずり込む。
終盤には、コピーローズの成れの果てと思われる姿のフェイスイーターも登場する。
ローズの超能力で動きを止めることが可能。
菌核
仮面の公爵、エヴリン、ミランダの三人が発生させることのできる黒領域の中心部。
黒領域に一定時間とどまるとフェイスイーターやミア人形に奈落へと引きずり込まれる。
ローズの超能力で破壊すると周囲の黒領域が石灰化する。
エクスキューショナー
仮面の公爵が使役する、三つの顔をもつ醜悪な外見の怪物。
巨大なトゲ付のメイスのような武器を持つ。頑強な体をしているが、体のどこかに出ているオレンジ色の核が弱点。
仮面の公爵
菌根の記憶世界の第一層であるドミトレスク城を模した世界にて、ローズの前に度々立ち塞がる。
使役するフェイスイーターやエクスキューショナーをけしかけたり、黒領域を出現させたりと妨害してくる。
直接の戦闘は無く、エクスキューショナー戦にて高所で観戦している彼に銃弾を浴びせても全く通用しない。
ママ
エヴリンが使役するミア・ウィンターズを模した木製の人形。
ローズを捕まえようと追ってくる。足が速く、捕まると黒領域に引きずり込まれ即死となる。
武器を没収されているため、本編のベビーと同じく倒すことはできない。「達磨さんが転んだ」のように、ローズがミア人形のほうを見て目を合わせている間は動かないが、至近距離での一定時間放置や背を向けるなどして目を離すと動いて追ってくる。
ローズが小さくなるエリアでも登場し、両眼からライトを照射してローズを探し回る。見つかると、両手で捕まえられてそのまま喰われ即死となる。
ドナの人形たち
ベネヴィエント邸に大量に置かれたドナ手製のヴィンテージ人形たち。複数の刃物を体に内蔵している。
本編ではドナ&アンジー戦で時間内にアンジーを見つけられなかった場合に一斉に動き出してイーサンを滅多刺しにする以外に出番は無く、それがカドゥによる遠隔操作で実際に動いているのかドナの見せる幻覚かは不明。
一方の『シャドウズ オブ ローズ』ではエヴリンから「お友達」と呼ばれ使役されており、ベネヴィエント邸を模した世界でフェイスイーターに代わり雑魚敵として複数体が登場する。
こちらは地面から浮遊した状態で目をサーチライトのように光らせてローズを探し回る。ローズの超能力を使うことで倒せる。
E-001エヴリン
特異菌を通じてベネヴィエント邸の記憶の世界に侵入したエヴリン。外見は『7』における少女の姿と同じ。
第二階層であるベネヴィエント邸を模した世界を乗っ取り、仮面の公爵のように動くヴィンテージ人形やミア人形を使役してけしかけたり黒領域を出現させたりと幾度もローズの行く手を阻む。仮面の公爵と違い最終的にローズに一騎討ちを仕掛けた末、一時的に実体化したイーサンに妨害されローズを取り逃がす。
ボス戦では『7』と同様に瞬間移動を駆使しながら強烈な衝撃波を打ち出してくる。

## ゲームの舞台
本作は、東ヨーロッパにあるとされている山奥の村を舞台としている。時期が2月であるため、村は一面雪で覆われている。
本作は、ストーリーは一本道だが、集落を拠点として城や湖など村の各施設に向かい探索する形式となっている。
集落
村の中心であり、イーサンの拠点となるエリア。建物は木造の小屋のようなものが多いが酷く荒廃している。
ライカンの襲撃により人の気配はなく、わずかな家畜が徘徊するのみ。ライカンが無数に現れる他、時折凶暴なヴァルコラックも出没する。最初は探索できるエリアが限られているが、ストーリーを進めて鍵などを入手することで、探索できる範囲が広がっていく。
イーサンが訪れた時点で大半の村人がライカンの犠牲になっており、また以前からもミランダ達によって実験の素体として多くの村人が連れ去られていた。物語終盤には村人は全滅したと思われ、ミランダによって村全体が特異菌の侵食を受けた後に最後は菌根もろとも爆破され消滅した。
ドミトレスク城
村の北部にそびえ立つ城。城主は四貴族のオルチーナ・ドミトレスク。城内はかなり広大で、本館と別館があり、豪華な調度品があちこちに置かれている。
一見、中世ヨーロッパの貴族文化をそのまま模倣しているような豪華絢爛な内装であるが、その裏手には血肉に塗れた厨房や、残酷な武器・拷問具が置かれた武器庫、手足の切り落とされた死体が吊るされた牢獄など、城主達の残虐な嗜癖や所業を伺わせる光景が見受けられる。
地下にドミトレスク夫人の実験場や、牢獄、ワイン庫があり、そこを中心にモロアイカが徘徊しているほか、城の屋上ではサンカが無数に飛び回っている。また、ドミトレスク夫人の3人の"娘"が襲い掛かってくる。
べネヴィエント邸
村の北西部の霧深い谷にあるベネヴィエント家の屋敷。主は四貴族のドナ・ベネヴィエント。デュークによれば「この屋敷に入った者は二度と帰ってくることはできない」という。
屋敷内には沢山の人形が飾られている。また、庭に特異菌を組み込んだ黄色い花が沢山植えられており、屋敷に入った者はこの花の花粉の作用で強烈な幻覚を見せられる。
人造湖
村の南部の外れに位置するダム湖。四貴族のサルヴァトーレ・モローの住処。デュークによれば「この湖には恐ろしい怪物が棲んでいる」という。
湖の周囲には広大な坑道が張り巡らされており、モロー自身が住居としている他、クリスらハウンドウルフ隊も仮拠点を設置していた。元は集落があったらしく、湖底に沈んでいる。2つの大きな風車があり、水門の開閉装置の電力を担っている。また、隣接する山の頂にはモローが実験施設としていた「モロ―診療所」が存在する。
ハイゼンベルクの工場
村の南西部に位置する工場。四貴族のカール・ハイゼンベルクの隠れ家。デュークによれば「この工場には想像を絶する恐怖が待ち構えている」という。
地上に見える建物は工場のごく一部で、内部には広大かつ入り組んだ地下空間があり、そこでは機械化死体兵ゾルダートが大量生産されている。
森の砦
村の北東部の森に位置する砦でありライカン達の巣。
中にはおびただしい数のライカンが住んでいるほか、ウリアシュがライカン達のボスを務めている。
製材所
ドミトレスク城と森の砦の間辺りにある、村の製材施設。
祭祀場
村の西部にある儀式用の祭祀場。
四方に村の始祖とされる四貴族の石像が置かれ中央の祭壇に聖杯が安置されており、四貴族から取り戻したローズのフラスクを納められるようになっている。また、祭壇にはアンブレラ社の社章に酷似したマークが描かれている。

## 用語
レイ(Lei)
今作世界の通貨。敵を倒してドロップしたり、各所に落ちている。ゲーム内でアイテムや売却品を売る事によっても稼げる。武器・弾薬やアイテムを購入、武器を改造するのに使用する。
Leiはルーマニアの通貨で、Leuの複数形となる。
特異菌
村の地下にある菌根を中心に繁殖している、真菌（カビ）の一種。前作でコネクションが開発したE型特異菌の原種にあたる。
菌根
村の地下の洞窟にある、特異菌の菌根。巨大な胎児のような形をしている。ミランダの娘エヴァをはじめ、特異菌によって死亡した人々の記憶が蓄積されている。本編エピローグで爆破されたが、サンプルとして一部が回収されている。
カドゥ
ミランダが作り出した、特異菌の感染を媒介する寄生体で『4』、『5』に登場したプラーガに似た存在。菌根に似た胎児のような姿をしている。
宿主がカドゥと適合すれば人間離れした能力が得られるが、適合しない場合は知性が失われ、ライカンと化す。また、医療報告書によると、適合者は再生能力が高いほどに体格が大きくなる作用がある。その反面、ドミトレスク夫人やドナのように適合しても元々の病気は治ることはなく、むしろ悪化していると思しき描写がある。
また、死体に寄生させる事でモロアイカやゾルダート（ハウラー）として蘇生させる事が可能な他、機械や人形などの無機物に寄生させる事で機械操作などを用いずに自在に操る事が可能となる。
カドゥはルーマニア語で「贈り物」の意味があり、モデルは線虫である。
ゾルダート
ハイゼンベルクが自身の工場でミランダへの対抗手段として開発した機械化死体兵。素体は人間の男性の死体。ゾルダート（Soldat）はドイツ語で兵士を意味する。
心臓の代わりにカドゥを胸に埋め込み、頭部に装着した制御用のヘッドギアから電極を通して疑似脳波を送ることで、挙動を安定化させている（この状態の個体がハウラーである）。さらに、そこに制御装置や電動工具などの機械を融合させる事で生み出された。また、改良および強化が進められており、アイン・ツヴァイ・ジェット・パンツァーなどの種類が存在する。どの種類も腕に電動ドリルが装着されており、胸または背中にある赤い制御装置が弱点。
死花の短剣
刀身に古今東西のあらゆる毒が塗られているという短剣。中世の品で、妄想に憑りつかれていたというかつての城主が、悪魔や魔物を倒すために作らせたとされている。
ドミトレスク夫人の弱点であり、かつてある男にこの短剣で暗殺されかけたことがある。そのため夫人は、短剣をその男の遺体と共に、城から離れた塔の中に封印した。
BSAA
Bioterrorism Security Assessment Allianceの略。「アンブレラ社の瓦解によって拡散した生体兵器が世界中で悪用される」という事態に直面した製薬会社の組合「製薬企業連盟」が国際世論からの責任追及を危惧し、共同で資金を拠出して2003年から2004年にかけて結成されたバイオテロ対策部隊。
今作ではクリスと別行動を取っており、ミランダが儀式を始めると同時に村へ隊員を送り込むが村に火を放つなど過激なやり方が目立ち、クリスにも疑問視されている。また、BSAAの庇護下にあったはずのイーサンたちの居場所がミランダに知られていた事、エピローグにて菌根破壊の為送り込まれた隊員は人型のB.O.W.（Bio Organic Weapon）であった事が判明したことから上層部の堕落、腐敗が示唆されている。
ハウンドウルフ隊
クリス直轄の精鋭部隊。所属はBSAAであるが、クリスが私物化して独自に運用しているため、クリスは本部から警告を受けている。また、ハウンドウルフ隊としてもBSAAとは距離を取っているような言動をしている（ハウンドウルフ隊そのものがブルー・アンブレラに出向しているかは不明）。
メンバーは全員、隊の名前である狼（ウルフ）に関連した名前になっている。隊長であるクリスのコードネームは「アルファ」であり、アルファは狼の群れの最上位の呼び方である。
アンブレラコーポレーション
『バイオハザード7』に登場した民間軍事会社のアンブレラ。今作で直接登場するわけではないが、クリスがアンブレラの文字とロゴが入った回復アンプルを持っている。
菌根の記憶の世界
菌根に取り込まれた死者たちの記憶で構成された異世界。ミランダが死後取り込まれた後はミランダによって支配されている。
ミランダが数多の記憶からエヴァを蘇らせるべく様々な実験を行っている。また現在世界とは異なるため、超常的な現象が多発する。
菌根に取り込まれると基本的にその者の記憶は他の記憶と混ざり合い曖昧なものとなってしまうが、特異菌との感応力が高い者は取り込まれた後もこの世界で実体を維持できると言われる。
浄化結晶
人体から特異菌を除去できるという結晶。新たに発見されたミランダの研究ノートにその存在が記されている。
黒領域
地面や壁にドロドロした赤黒い特異菌が広がっている場所。ローズが足を踏み入れると特異菌に足を取られて動きが遅くなる。
なお、一定時間以上この領域の中にいると、中からフェイスイーターが出て来て引きずり込まれる。
菌核
花のような形をしている特異菌の塊。特異菌が新たな場所に進出する際に、その足掛かりとして形成される模様。
特異菌の再生力か物理的な銃では破壊できず、破壊するには手をかざして強い干渉力を加える必要がある。
オートインデューサー
特異菌同士が交信に使っている化学物質。強い干渉力でこの物質が遮断されると、特異菌の働きが鈍くなる。
なお、菌核が一定時間この物質を遮断されると、その場所は特異菌の生息に不適と判断し菌核とそれに根付いた黒領域が石灰化し自壊する。
干渉力
オートインデューサーの働きを遮断する効果がある力。ローズが持つ特殊な力で、対象に両手を向けて意識を集中して使用する。
フェイスイーターなどの敵の動きを一時的に鈍らせたり、菌核とそれに根付いた黒領域を破壊することができる。
RW-特異型フラスク
干渉力を強化する効果がある、結晶に覆われた青白いフラスク。作中で複数入手できる。

## システム
参考：
今作のインベントリ画面は『バイオハザード4』のようなデザインになっており、ゲームを進めていくことで商人デュークにアタッシュケースのサイズを拡張してもらうことが可能。
その他にはクラフト要素の幅が広がっており、回復薬はもちろん、レシピを購入することによって様々な弾薬などのアイテムを合成できるようになっている。
また、『バイオハザード4』同様に様々なアイテムの売買が行える他、銃器の強化も行うことや、村の各所にいる動物を狩ることで料理の具材を手に入れ、デュークに調理してもらうことでステータス値の強化ができるなど、遊びの幅が広がっている。
戦闘面では前作『バイオハザード7』から実装されたガードが健在で、ガードや敵に組みつかれた状態から敵を蹴り飛ばして間合いを取ることが可能となっている。
探索パートではメインルート以外に寄り道を行えるルートがあり、前作『7』からお馴染みのイースターエッグ要素や、『バイオハザード4』で導入されていたトレジャーハント要素も採用されている。

## 機種による違い
基本的な内容はいずれの機種でも同様だが、ハード性能に応じて対応する画像解像度・フレームレートが異なっている。PS5版では、Tempest 3Dオーディオ機能、DualSenseのアダプティブトリガー、ハプティックフィードバック機能に対応している。
PS4版からPS5版、Xbox ONE版からXbox Series X/S版への無償アップグレードが可能（PS4ディスク版の場合はディスク認識が必要なため、PS5デジタルエディションではアップグレードできない）。
| 機種                                    | 解像度/フレームレート |
| --------------------------------------- | --------------------- |
| PS5                                     | 4K HDR / 60 fps       |
| Xbox Series X                           | 4K HDR / 60 fps       |
| PS5（レイトレーシング選択時）           | 4K HDR / 45 fps       |
| Xbox Series X（レイトレーシング選択時） | 4K HDR / 45 fps       |
| Xbox Series S                           | 1440p HDR / 45 fps    |
| Xbox Series S（レイトレーシング選択時） | 1440p HDR / 30 fps    |
| PS4 PRO                                 | 1080p / 60 fps        |
| Xbox ONE X                              | 1080p / 60 fps        |
| PS4 PRO（高解像度モード選択時）         | 4K HDR / 30 fps       |
| Xbox ONE X（高解像度モード選択時）      | 4K HDR / 30 fps       |
| PS4                                     | 900p / 45 fps         |
| Xbox ONE                                | 900p / 30 fps         |

## トラブル
映画監督であるリチャード・ラーフォーストは、本作に登場するシュツルムやゾルダート系統のクリーチャーデザインが、自身が制作・クリーチャーデザインをしたホラー映画「武器人間  (原題:Frankenstein's Army)」に登場するクリーチャーと酷似していると主張しており、訴えはしないものの、カプコンに意見を求めている。具体的には本作の「シュツルム」が武器人間の「ジャパンヘッド」、本作のゾルダート系統が武器人間の「ケロイダー」「デスマーダー」等に酷似していることが、映画ファンのTwitterユーザーの目にとまり、それを監督に報告したことで、トラブルが発覚した形となっている。